# Madrid Masters (golfe)
- Este artigo fala sobre o torneio do PGA European Tour. Para o torneio de tênis da ATP, antes conhecido como Madrid Masters, veja Mutua Madrileña Madrid Open.

O Bankia Madrid Masters foi um torneio masculino de golfe, que foi disputado pela primeira vez no mês de outubro de 2008. Figurava no calendário oficial do PGA European Tour como sucessor do Madrid Open. A edição de 2011 do torneio decorreu no Encín Golf Hotel e foi patrocinada pelo grupo bancário espanhol, Bankia. O torneio cessou operação em 2012, por causa dos problemas financeiros da Bankia.

## Campeões
| Ano                   | Campeão               | País                  | Pontuação             | Par                   | Margem                | Vice-campeão          |
| Bankia Madrid Masters | Bankia Madrid Masters | Bankia Madrid Masters | Bankia Madrid Masters | Bankia Madrid Masters | Bankia Madrid Masters | Bankia Madrid Masters |
| --------------------- | --------------------- | --------------------- | --------------------- | --------------------- | --------------------- | --------------------- |
| 2011                  | Lee Slattery          | Inglaterra            | 273                   | −15                   | 1 tacada              | Lorenzo Gagli         |
| Madrid Masters        |                       |                       |                       |                       |                       |                       |
| 2010                  | Luke Donald           | Inglaterra            | 267                   | −21                   | 1 tacada              | Rhys Davies           |
| 2009                  | Ross McGowan          | Inglaterra            | 263                   | −25                   | 3 tacadas             | Mikko Ilonen          |
| 2008                  | Charl Schwartzel      | África do Sul         | 265                   | −19                   | 3 tacadas             | Ricardo González      |